# Giuliô Giả Trị Quốc
Giuliô Giả Trị Quốc (tiếng Trung: 賈治國, Julius Jia Zhi-guo; sinh 1935) là một giám mục người Trung Quốc của Giáo hội Công giáo Rôma. Ông hiện đảm nhận cương vị Giám mục Chánh tòa Giáo phận Chính Định.

## Tiểu sử
Giuliô Giả Trị Quốc sinh ngày 1 tháng 5 năm 1935, người Tấn Châu, tỉnh Hà Bắc (Trung Quốc). Sau thời gian tu học, ngày 7 tháng 6 năm 1980, Phó tế Giả Trị Quốc được thụ phong chức vụ linh mục khi đã 45 tuổi, khá trễ so với lứa tuổi bình thường được thụ phong. Tuy nhiên, không lâu sau đó, Tòa Thánh bất ngờ loan tin chọn linh mục Giuse Giả Trị Quốc làm Giám mục Chánh tòa Giáo phận Chính Định. Lễ tấn phong giám mục được tổ chức bí mật vào ngày 8 tháng 2 năm 1981.
Làm một người trung thành với Giáo hội Công giáo Rôma, Giám mục Giuse Giả Trị Quốc cương quyết không thừa nhận Hội Công giáo Yêu nước Trung Quốc và Giám mục đoàn Công giáo Trung Quốc, là những tổ chức Công giáo do chính quyền Cộng hòa Nhân dân Trung Hoa bảo trợ. Ông phản đối kịch liệt sự can thiệp mang tính chính trị vào tôn giáo của chính quyền Trung Quốc. Đối lại, vào năm 1989, chính quyền Trung Quốc quyết định phong chức và bổ nhiệm linh mục Phaolô Tưởng Giao Nhiên vào vị trí Giám mục Giáo phận Thạch Gia Trang, một giáo phận do chính quyền Trung Quốc thiết lập có địa hạt tương đương giáo phận Chính Định. Việc bổ nhiệm này đương nhiên phía Giáo hội Công giáo Rôma không chấp nhận.
Tranh chấp giữa Vatican và chính quyền Trung Quốc dẫn đến nhiều khó khăn cho giám mục Giuliô Giả Trị Quốc. Ông nhiều lần bị chính quyền Trung Quốc lùng bắt, ngăn cảnh các hoạt động mục vụ. Tình trạng 2 giám mục chỉ kết thúc vào năm 2008, khi giám mục bất hợp thức Phaolô Tưởng Giao Nhiên tuyên bố từ chức, phục tùng và bàn giao giáo tòa Thạch Gia Trang cho giám mục Giuliô Giả Trị Quốc.
Tuy nhiên, tình trạng khó khăn của giám mục Giuliô Giả Trị Quốc vẫn chưa kết thúc. Ông vẫn tiếp tục bị chính quyền Trung Quốc truy đuổi. Mãi đến khi giám mục bất hợp thức Phaolô Tưởng Giao Nhiên qua đời năm 2010, ông mới được nới lỏng phần nào trong các hoạt động mục vụ.